# Кровь и вино
«Кровь и вино́» (англ. Blood and Wine) — фильм режиссёра Боба Рейфелсона 1996 года.

## Сюжет
Виноторговец Алекс планирует идеальное преступление. Вместе с сообщником Виком Спански они крадут дорогое бриллиантовое украшение. Друзья уже знают, как потратят деньги. Алекс живёт с женой-калекой, постоянно принимающей седативные препараты, и её сыном от предыдущего брака, Джейсоном. Алекс планирует уехать со своей красавицей-подругой Габриэлой, но после, казалось бы, идеального ограбления, у друзей начинаются неприятности. Жена застаёт Алекса, когда он собирает чемоданы. В гневе она бьёт его по голове своей палкой, забирает ожерелье и уезжает вместе с сыном. Алекс и Вик преследуют их, но мать с сыном попадают в автокатастрофу, в которой жена Алекса погибает. Джейсон решает отомстить.

## В ролях
- Джек Николсон — Алекс Гейтс
- Дженнифер Лопес — Габриэла «Гэбби»
- Стивен Дорфф — Джейсон
- Джуди Дэвис — Сюзанна
- Майкл Кейн — Виктор «Вик» Спански
- Гарольд Перрино-мл. — Генри
- Робин Петерсон — Дина Риз
- Майк Старр — Майк
- Джон Сэйтц — мистер Фрэнк Риз
- Марк Макколей — охранник

## Награды
За эту роль Майкл Кейн получил премию «Серебряная раковина» в номинации «Лучший актёр» на Международном кинофестивале в Сан-Себастьяне.